# Clyfford Still
Clyfford Still (ur. 30 listopada 1904 w Grandin, zm. 23 czerwca 1980 w Baltimore) – amerykański malarz, przedstawiciel color field painting.

## Życiorys
Urodził się w Grandin w Dakocie Północnej. Studiował sztukę na uniwersytecie w Spokane w stanie Waszyngton, studia ukończył w 1933. Następnie wykładał sztukę na Uniwersytecie Stanu Waszyngton.
W latach 1941—1943 mieszkał i tworzył w Kalifornii, zamykając ten okres indywidualną wystawą w San Francisco Museum of Modern Art. Dopiero kilka lat później, po poznaniu Marka Rothko i indywidualnej wystawie w nowojorskiej galerii Peggy Guggenheim, wykształtował styl, z którego jest najbardziej znany.
W 1946 podjął pracę wykładowcy w Kalifornijskiej Szkole Sztuk Pięknych w San Francisco, lecz powrócił do Nowego Jorku w 1950. W 1961 po raz kolejny przeprowadził się – tym razem na farmę w pobliżu Westminster w stanie Maryland, gdzie pozostał przez większość okresu do końca życia, w odcięciu od artystycznego świata.

## Twórczość
Był jednym z przedstawicieli malarstwa barwnych płaszczyzn – tworzył obrazy nieprzedstawiające, oparte na skomplikowanym zestawianiu różnych barw. Podczas gdy Mark Rothko czy Barnett Newman stosowali względnie prostą kolorystykę zorganizowaną w kształty prostokątne czy linearne, kompozycje Stilla są mniej regularne. Poszarpane różnobarwne plamy sprawiają wrażenie, jakby jedna warstwa koloru została „wyrwana” z płótna, ukazując kolor „pod spodem”. Inną cechą różniącą technikę Stilla od tej stosowanej przez Rothko czy Newmana jest sposób kładzenia farby na płótnie. Ci ostatni kładli cienką warstwę farby, Still często posługiwał się techniką impasto, uzyskując subtelne różnice odcienia w różnych miejscach płótna.
Najczęściej pojawiającymi się na obrazach Stilla kolorami są czernie, żółcie, biele i czerwienie oraz fiolety i ciemne błękity w różnych odcieniach – generalnie w tonacji ciemnej.
Artysta był bardzo zasadniczy w sprawie prezentacji swych obrazów. Podarował 31 malowideł Akademii Sztuk Pięknych w Buffalo pod warunkiem, że będą wystawione w specjalnym, osobnym pomieszczeniu i nigdy nie będą wypożyczane. Około 750 płócien i ponad 10 000 szkiców jest przechowywanych w specjalnym magazynie w Maryland z zastrzeżeniem zapisanym przez Stilla w testamencie, że mogą zostać wystawione jedynie w galerii zbudowanej tylko w tym celu.
Krótko przed śmiercią miała miejsce retrospektywna wystawa dzieł Stilla w nowojorskim Metropolitan Museum of Art.
W 2011 w Denver otwarte zostało muzeum poświęcone artyście.

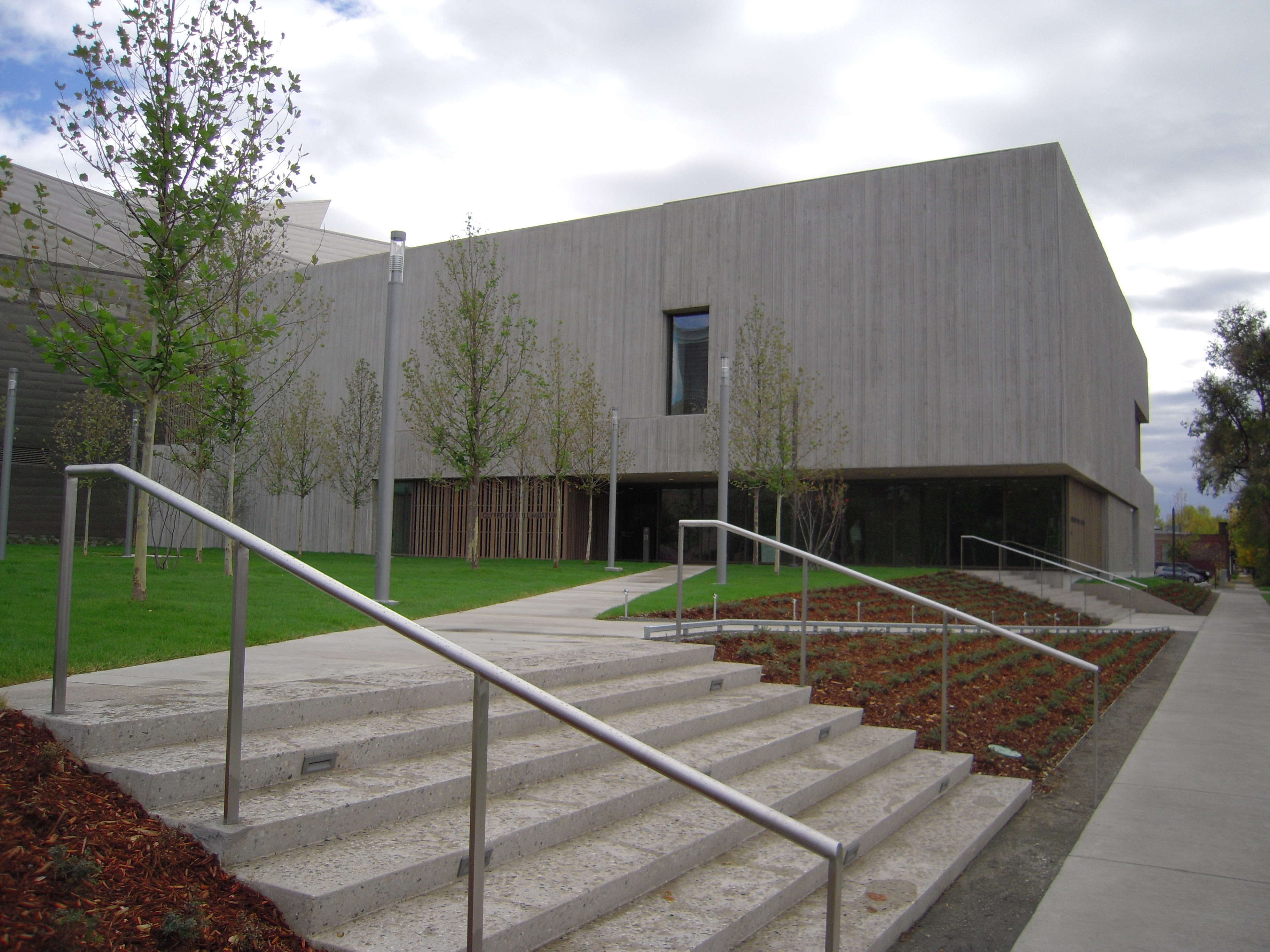
Muzeum artysty w Denver